# Weltunion der Großmärkte
Die Weltunion der Großmärkte (WUWM) ist ein gemeinnütziger Verein, der sich in sämtlichen Bereichen engagiert, die sowohl die Förderung und Entwicklung von Großmärkten und Lebensmittelmärkten (Wochenmärkte etc.) zum Ziel haben als auch dem entsprechenden Erfahrungsaustausch und Wissenstransfer dienlich sind.
Die Organisation mit Sitz in Den Haag
informiert die Öffentlichkeit und Behörden über die  Rolle und Tätigkeit des traditionellen Lebensmittelmarktsegments und ermöglicht den Austausch von Fachwissen und Know-how.
Der Verband pflegt Kontakte zu anderen entsprechenden Marktverbänden und Regierungsstellen auf internationaler, nationaler und kommunaler Ebene und bündelt die ganze Bandbreite des Fachwissens ihrer Mitglieder. Dadurch ist die WUWM in der Lage, Behörden und Organisationen, die für die Einrichtung und Führung von Groß- und Einzelhandels- bzw. Wochenmärkten der Lebensmittelbranche zuständig sind, mit Ratschlägen und Erfahrungen im Hinblick auf das Lebensmittelmarktgeschäft und die damit verbundenen Herausforderungen sowie die Märkte in den Erzeugerländern oder direkt am Ursprungsort zu unterstützen.
Der Verband unterstützt durch aktive Zusammenarbeit die entsprechenden Lebensmittelinitiativen und -projekte internationaler Organisationen wie z. B. der Ernährungs- und Landwirtschaftsorganisation der Vereinten Nationen und stellt sicher, dass den nationalen Entscheidungsträgern eine Expertenplattform zur Verfügung steht, die ihnen detaillierte Marktkenntnisse und Informationen liefert.
Aktuell wichtige Themen sind für den Verband u. a. Abfallwirtschaft; Lebensmittelsicherheit und Versorgung mit Frischwaren und die damit verbundenen Herausforderungen für Logistik und Vermarktung; Erweiterung der Europäischen Union und EU-Richtlinien; fairer Handel; das Aufzeigen und Erforschen sozioökonomischer Vorteile von Lebensmittelmärkten; Optimierung der Effizienz und Wirtschaftlichkeit sowie die zukünftigen Entwicklungsmöglichkeiten für Lebensmittelmärkte.
Um den Wissensaustausch zu fördern, veranstaltet der Verband regelmäßig Konferenzen und Fachtreffen. Zusätzlich werden Daten zu Groß- und Einzelhandelsmärkten in verschiedenen Ländern und Wirtschaftsregionen gesammelt und gespeichert. Die Union strebt den Dialog mit anderen Spezialisten aus der Lebensmittelindustrie und mit Expertengremien an, wobei sie als Anlaufstelle für Vermarkter, Erzeuger, Großhändler und Zulieferer fungiert und die führende internationale Plattform für die Debatte über Fragen der Märkte für frische Lebensmittel darstellt.
Bis 2003 war die 1958 gegründete Union eine an die internationale Union der lokalen Behörden (International Union of Local Authorities / IULA) angegliederte Organisation; seit 2003 ist sie ein selbständiger Verein.
Zurzeit hat der Verband ca. 200 Mitglieder in 44 Ländern. Die Vorteile einer Mitgliedschaft sind u .a. ein stärkeres Profil, Zugang zu Informationen, Erfahrungsaustausch und Networking.

## Vorstand und Sekretariat
Die Führungsorgane sind die Mitgliederversammlung und der Vorstand (Board of Directors). Der Vorstand besteht aus einem Vorsitzenden, einem stellvertretenden Vorsitzenden und den Vorstandsmitgliedern. Einschließlich des Vorstandsvorsitzenden und dessen Stellvertreter gehören mindestens 5 und höchstens 13 Personen dem Vorstand an.
Die stimmberechtigten Mitglieder wählen die Vorstandsmitglieder aus ihrer Mitte; gewählt wird jedes Jahr im Rahmen der Mitgliederjahresversammlung. Es wird dabei turnusmäßig etwa die Hälfte des Vorstands für eine Amtszeit von 2 Jahren gewählt bzw. wiedergewählt. Soweit möglich, spiegelt die Zusammensetzung des Vorstands die in der Mitgliedschaft der WUWM vertretenen Themenschwerpunkte und Regionen wider.
Die Generalsekretärin kommt ihrer Rechenschaftspflicht den Mitgliedern gegenüber nach, indem sie dem Vorstand und dessen Vorsitzenden berichtet.

## Geschichte
1958 trat der Verband als internationale Plattform für den Wissens- und Erfahrungsaustausch zwischen Großmarktbehörden und Lebensmittelexperten erstmals in Erscheinung. Dies war eine Folge des ersten internationalen Kongresses, der 1955 in München stattfand, als Vertreter europäischer Kommunalbehörden zusammenkamen, um die damals anstehenden Fragen der Lebensmittelversorgung und des Marktwesens zu diskutieren und Lösungsansätze zu erarbeiten.
Zunächst wurde der Verband als Arbeitsgruppe innerhalb der internationalen Union der kommunalen Behörden (International Union of Local Authorities / IULA) gegründet, entwickelte sich jedoch rasch zu einem großen Netzwerk von Lebensmittelexperten, das bereits Anfang der 80er Jahre Mitglieder außerhalb Europas zählte. Durch das Sammeln von Informationen und die Veranstaltung von Konferenzen und fachspezifischen Treffen wurde die WUWM gestärkt und ihre Leistungsfähigkeit größer. Bald war der Verband in der Lage, das Fachwissen ihrer Mitglieder so zu bündeln, dass sie sowohl einzelne Mitglieder als auch die für den Aufbau und das Management von Großmärkten zuständigen Behörden beraten und unterstützen konnte.
Die neue Satzung, die 2001/2002 gebilligt wurde, stellte eine neue Basis für Wachstum und Stärkung des Verbandes dar. In den beiden darauffolgenden Jahren wurden neue Organisations- und Arbeitsweisen eingeführt, mehr Mitglieder nahmen aktiv an der Arbeit der Union teil und ihre Außenwirkung wurde stärker gefördert. Dieser Zuwachs an Mitgliedern, Fachwissen und Fähigkeiten führte letztendlich zur Entscheidung, die WUWM aus der IULA auszugliedern, weshalb die Union im Jahr 2003 die erforderlichen Schritte unternahm, die rechtliche Selbstständigkeit zu erlangen. Unter der Führung des damaligen Vorstandsvorsitzenden Marc Spielrein sowie in enger Zusammenarbeit mit den Vorstandsmitgliedern und der Generalsekretärin wurde die WUWM als unabhängiger gemeinnütziger Verein mit Sitz im niederländischen Den Haag neu gegründet. Die Gründungsmitglieder des Vereins waren Douglas Noakes aus Großbritannien (in Anerkennung seiner Arbeit als früherer Präsident der WUWM) und Rolf Brauer aus Deutschland (in Anerkennung seines langjährigen Beitrags zur WUWM als aktives Mitglied and stellvertretender Präsident).

## Die Lage der Großmärkte und die WUWM
In den 70er und 80er Jahren sahen sich die Großmärkte einer Reihe von Problemen gegenüber; dazu zählten u. a. die Entstehung und Erstarkung neuartiger Versorgungswege, städtisches Wachstum, Umweltfragen, eine wachsende Logistikbranche und die neuen Sorgen der Verbraucher – insbesondere in Bezug auf Qualität und Sicherheit von Lebensmitteln – sowie eine immer größere Palette von nachgefragten Produkten aufgrund des Bedarfs ethnischer Minderheiten. Infolgedessen waren die Großmärkte ständig in Zugzwang, Änderungs- und Modernisierungsstrategien umzusetzen.
Die effektive Ausrichtung der Großmärkte auf die neuen Bedürfnisse hat auch eine grundlegende Änderung des Marktkonzeptes gefordert. Logistikfragen, Hygienestandards in den Betriebsstätten und die Beteiligung der Marktfirmen am Management des Marktes sind in den Vordergrund gerückt.
Dementsprechend sind am Ende der 1990er Jahre und zu Beginn des neuen Jahrtausends neue Märkte als Ersatz für ausgediente Betriebsstätten entstanden und Investitionen getätigt worden, um ältere Märkte nach den neuesten Hygiene- und Sicherheitsanforderungen umzurüsten. Zu den Ländern, in denen dieser Prozess des Neubaus und der Sanierung die größte Wirkung gezeigt hat, gehören Portugal, Italien, Großbritannien, Deutschland, Frankreich und die Tschechische Republik. Aufgrund dieser Entwicklungen wurden im Mai 2004 bei der Sitzung der Arbeitsgruppe Europäische Union innerhalb der WUWM die Good Practice-Richtlinien für Großmärkte genehmigt. Diese Richtlinien basieren auf EU-Regelungen zu Lebensmittelqualität und -sicherheit. Außereuropäische Mitglieder haben diese Arbeit mit großem Interesse verfolgt und die WUWM gebeten, ähnliche Arbeiten in ihren Ländern zu koordinieren.
Die kürzlich erfolgte Osterweiterung der Europäischen Union im Zusammenhang mit der wichtigen Rolle, die WUWM-Mitgliedsmärkte sowohl dort als auch in den Anwärterländern sowie in Russland und China spielen, nimmt eine Schlüsselstellung bei der Entwicklung und Stärkung der Marktwirtschaft ein und bietet die Möglichkeit, die Aktivitäten der WUWM auszudehnen und neue Mitglieder zu gewinnen. Das Bevölkerungswachstum in Lateinamerika und Asien sowie die Konzentration der Bevölkerung in immer größer werdenden Ballungsräumen haben neue Anreize dafür geschaffen, die Versorgung der Menschen mit Lebensmitteln neu zu organisieren, und die Aufmerksamkeit auf die Bedeutung von Großmärkten gelenkt.
Hervorzuheben ist, dass Großmärkte neben ihrer Aufgabe bei der Versorgung eine wichtige Rolle bei der Wirtschafts- und Logistikplanung im städtischen Umfeld und ebenso bei der Unterstützung und Entwicklung der landwirtschaftlichen Produktion spielen. Wie Initiativen in Brasilien und einigen nordeuropäischen Länder deutlich zeigen, sind Großmärkte auch bei der sozialen Eingliederung von Randgruppen förderlich.
Die Erkenntnis, dass Essgewohnheiten sehr viel mit der Gesundheit eines Volkes zu tun haben, hat zunehmende Interventionsmaßnahmen seitens der zuständigen Behörden zur Folge; die Märkte nehmen daher an vielen Programmen und Projekten teil, die darauf zielen, bei den Verbrauchern ein größeres Bewusstsein für den Zusammenhang zwischen Essgewohnheiten und Gesundheit zu erwecken.
Da die vor kurzem geschlossene Vereinbarung der Welthandelsorganisation WTO eine Liberalisierung des globalen Agrarprodukthandels vorsieht, wird die internationale Beschaffung von Lebensmitteln weiter zunehmen, was eine internationale Zusammenarbeit zwischen den Erzeugern und allen Akteuren in der Versorgungskette, inklusive der Großmärkte, in Bezug auf die Qualität und Sicherheit von Lebensmitteln erfordert.
Als Vertreter von Großmärkten aus aller Welt mit ihren vielen unterschiedlichen Akteuren und großen Strömen von größtenteils verderblicher Ware, sind die Verantwortung und die Tätigkeitsfelder der WUWM entsprechend groß. Die Erwartungen der Mitglieder an die WUWM sind ebenfalls enorm. Inwieweit die WUWM diese Erwartungen erfüllen kann, hängt wesentlich davon ab, ob sie die Unterstützung der mit diesen Fragen befassten internationalen Institutionen zu gewinnen vermag und inwieweit die Mitglieder bereit sind, sich einzubringen. Die WUWM führt Lebensmittelmärkte aus vielen Regionen der Welt zusammen und obwohl die Märkte unterschiedliche Organisationsformen, sozioökonomische Umfelder, Entwicklungsgeschichten und Erfahrungen aufweisen, darf man mit Recht behaupten, dass die WUWM das Potenzial hat, ein Kompetenznetzwerk aus bewährten technischen und wissenschaftlichen Fertigkeiten zu bilden und dass es sich lohnt, die Dienstleistungen der WUWM für alle Mitglieder und alle Großmärkte sowie Marktbetreiber weiterzuentwickeln.

## Die Stellung der Einzelhandels- bzw. Wochenmärkte innerhalb der WUWM
Eine Sparte für die Einzelhandels- bzw. Wochenmärkte wurde 2001 von der WUWM eingerichtet. Weil immer deutlicher wurde, dass viele der Fragen, mit denen sich die Großmärkte beschäftigen, ebenfalls die Einzelhandels- bzw. Wochenmärkte betreffen, wurde im September 2005 im Rahmen des 24. Kongresses in Baltimore, USA, die wichtige Rolle dieser Märkte formell anerkannt. Bei dieser Gelegenheit wurde auch eine Erklärung der WUWM zu diesen Märkten vorbereitet, die eine konkrete Beschreibung eines Einzelhandels- bzw. Wochenmarktes umreißt. In der Folgezeit wurde formell ein WUWM-Ausschuss für Einzelhandels- bzw. Wochenmärkte eingesetzt und diese Märkte sowie deren Markthändler und -akteure wurden als allgemeine Mitglieder der WUWM zugelassen.

## Referenzmaterial
- Satzung der WUWM 2003
- Dokumentation der Mitgliederversammlung der WUWM im Oktober 2008 in Kopenhagen, Dänemark
- Strategieplan der WUWM, 2007–2009